# Lygodium palmatum
Lygodium palmatum (Bernh.) Sw. è una pianta appartenente alla famiglia delle Lygodiaceae, originaria dell'America settentrionale.

## Descrizione

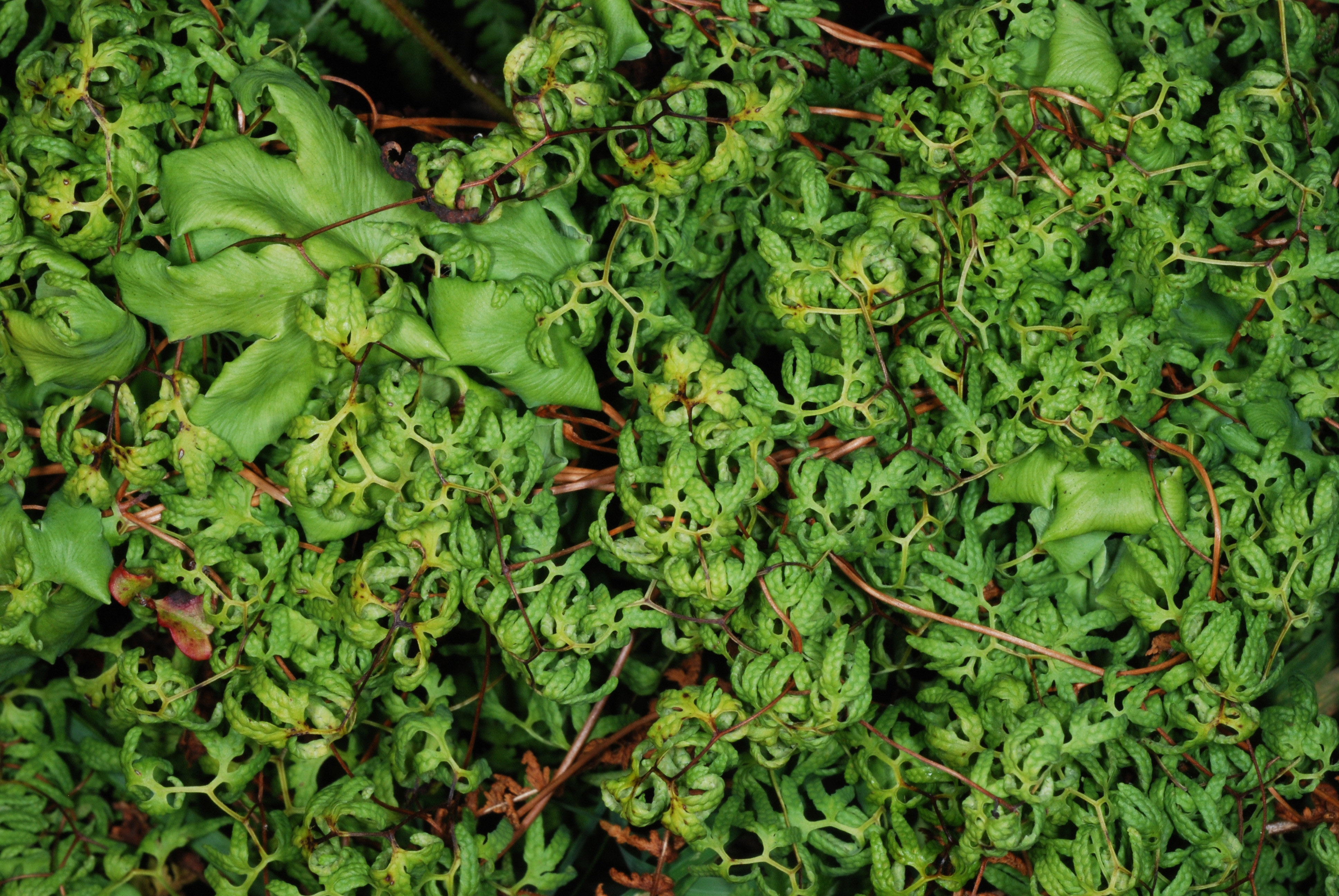
Fronde fertili di L. palmatum

L. palmatum è una felce rampicante perenne con fronde lunghe fino a 3 m. La pianta presenta due sezioni: quelle apicali sono fertili mentre le porzioni prossimali sono sterili. Le porzioni sterili hanno foglie alterne composte da 5-10 lobi disposti palmatamente, che sembrano simili a mani.
Le porzioni fertili sono disposte in modo simile ma molto più finemente divise con ogni segmento molto più stretto rispetto alle sezioni sterili. Il rizoma è nero, peloso, lungo e sottile ma privo delle squame tipiche di molte felci.

## Distribuzione e habitat
L. palmatum è originaria della parte orientale dell'America settentrionale che cresce in climi temperati.

## Usi
L. palmatum è stata la prima pianta ad essere protetta dalla legge negli Stati Uniti, nel Connecticut, perché veniva raccolta per le decorazioni natalizie.